# Liste der Biografien/Karw
Liste der Biografien |
Portal Biografien |
Personensuche
# |
A |
B |
C |
D |
E |
F |
G |
H |
I |
J |
K |
L |
M |
N |
O |
P |
Q |
R |
S |
T |
U |
V |
W |
X |
Y |
Z |
?
 
Ka |
Kb |
Kc |
Kd |
Ke |
Kf |
Kg |
Kh |
Ki |
Kj |
Kl |
Km |
Kn |
Ko |
Kp |
Kr |
Ks |
Kt |
Ku |
Kv |
Kw |
Ky |
Kx |
Kz
 
Kaa–Kag |
Kah |
Kai |
Kaj |
Kak |
Kal |
Kam |
Kan |
Kao |
Kap |
Kar |
Kas |
Kat |
Kau |
Kav |
Kaw |
Kay |
Kaz
 
Kara |
Karb |
Karc |
Kard |
Kare |
Karf |
Karg |
Karh |
Kari |
Karj |
Kark |
Karl |
Karm |
Karn |
Karo |
Karp |
Karr |
Kars |
Kart |
Karu |
Karv |
Karw |
Kary |
Karz
Die Liste der Biografien führt alle Personen auf, die in der deutschsprachigen Wikipedia einen Artikel haben. Dieses ist eine Teilliste mit 25 Einträgen von Personen, deren Namen mit den Buchstaben „Karw“ beginnt.

## Karw

### Karwa
- Karwacka, Marlena (* 1997), polnische Bahnradsportlerin
- Karwahne, Berthold (1887–1957), deutscher Politiker (KPD, NSDAP), MdR
- Karwalski, Matthew (* 1985), australischer Squashspieler
- Karwan, Bartosz (* 1976), polnischer Fußballspieler
- Karwath, Fritz (1925–1995), deutscher Clown
- Karwath, Juliane (1877–1931), deutsche Schriftstellerin
- Karwath, Walter (1919–1986), österreichischer Buddhist, Präsident der Österreichischen Buddhistischen Religionsgesellschaft
- Karwath, Werner (1927–2019), deutscher Politiker (DDR-CDU)
- Karwatzki, Irmgard (1940–2007), deutsche Politikerin (CDU), MdB
- Karwazki, Artur (* 1996), belarussischer Handballspieler

### Karwe
- Karwecki, Rolf (1950–2018), deutscher Politiker (SPD), MdL
- Karwehl, Richard (1885–1979), deutscher lutherischer Pfarrer
- Karweik, Erich (1893–1967), deutscher Architekt
- Karweina, Sinan (* 1999), deutscher Fußballspieler
- Karweta, Andrzej (1958–2010), polnischer Vizeadmiral, Oberbefehlshaber der Polnischen MarineAndrzej Karweta (1958–2010)

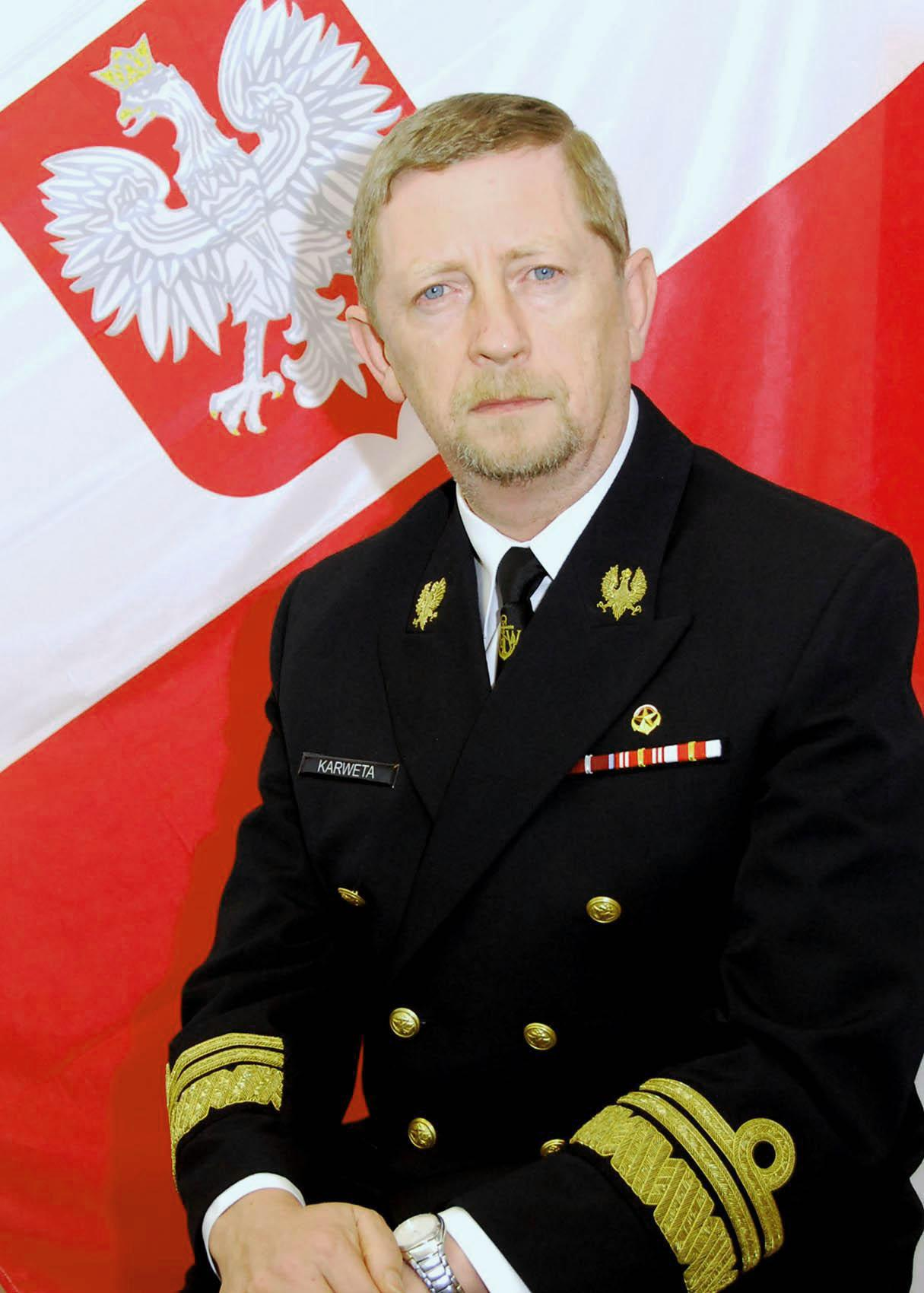
Andrzej Karweta (1958–2010)

- Karwetzky, Rudolf (1923–1999), deutscher Zahnmediziner und Kieferorthopäde
- Karweyse, Jakob, erster preußischer Buchdrucker

### Karwi
- Karwiese, Erich (* 1870), deutscher Oberstleutnant und Autor
- Karwiese, Stefan (1941–2023), österreichischer Klassischer Archäologe und Numismatiker
- Karwinsky von Karwin, Wilhelm Friedrich von (1780–1855), deutscher Botaniker
- Karwinsky, Carl (1888–1958), österreichischer Politiker

### Karwo
- Karwofsky, Bernd (1945–2023), deutscher Skispringer
- Karwowski, Antoni (* 1948), polnischer Maler und Performance-Künstler
- Karwowski, Krzysztof (* 1971), polnischer Lyriker und Übersetzer
- Karwowski, Marcin (* 1991), polnischer Squashspieler